# Saedinenie-Schneefeld
Das Saedinenie-Schneefeld (bulgarisch ледник Съединение lednik Saedinenie) ist ein in südwest-nordöstlicher Ausrichtung 16 km langes und 5 km breites Schneefeld auf der Livingston-Insel im Archipel der Südlichen Shetlandinseln. Begrenzt wird es durch den Teres Ridge im Westen, der Wasserscheide zwischen der Drake- und der Bransfieldstraße im Süden, den Gleaner Heights, dem Elhovo Gap und dem Leslie Hill im Südosten sowie dem Leslie Gap und den Vidin Heights im Osten. Es mündet zwischen dem Melta Point und dem Slab Point in die Hero Bay.
Die bulgarische Kommission für Antarktische Geographische Namen benannte es 2005 nach der Stadt Saedinenie im südlichen Zentrum Bulgariens.